# The Killing Fields (Mike Oldfield)
De filmmuziek behorende bij de film The Killing Fields verscheen onder de naam van Mike Oldfield, maar net zo belangrijk was David Bedford, die zorgde voor orkestratie en arrangement voor het orkest. 

## Inleiding
Het is de enige filmmuziek van Mike Oldfield, die als zodanig als filmmuziek in geschreven. Wel werd andere muziek van Oldfield gebruikt in films (Tubular Bells in The Exorcist).
Oldfield schreef veel meer muziek dat uiteindelijk op het album werd geperst, iets wat gebruikelijk is binnen de overgang van filmmuziek naar album. Oldfield werd door Richard Branson van Virgin Records onder de aandacht gebracht van filmproducent David Puttnam. Het schrijven van de totale filmmuziek vond plaats in etappes. Oldfield schreef eerst zes maanden, ging vervolgens op tournee en bij terugkomst lag er een verzoek tot meer muziek. 
Erg populair werd het album niet; het haalde bijna nergens een notering in de albumlijsten. Zo haalde het in Engeland een week notering en wel op plaats 97; in Duitsland een week notering met plaats 64, in Spanje een week notering op 67. Wel haalde Oldfield met het album een nominatie voor de Golden Globe categorie Filmmuziek binnen.

## Musici
- Mike Oldfield – gitaren en toetsinstrumenten waaronder de toen populaire Fairlight CMI-synthesizer
- Preston Heyman – percussie
- Morris Pert – percussie
- Bayerisches Staatsorchester en Tölzer Knabenchor, onder leiding van Eberhard Schoener

## Muziek
| Nr. | Titel                         | Duur |
| --- | ----------------------------- | ---- |
| 1.  | Pran’s theme (Oldfield)       | 0:44 |
| 2.  | Requiem for a city (Oldfield) | 2:11 |
| 3.  | Evacuation (Oldfield)         | 5;14 |
| 4.  | Pran’s theme 2 (Oldfield)     | 1:41 |
| 5.  | Capture (Oldfield)            | 2:24 |
| 6.  | Execution (Oldfield)          | 4:47 |
| 7.  | Bad news (Oldfield)           | 1:14 |
| 8.  | Pran’s departure (Oldfield)   | 2:08 |

| Nr. | Titel                                               | Duur |
| --- | --------------------------------------------------- | ---- |
| 1.  | Worksite (Oldfield)                                 | 1:16 |
| 2.  | The year zero (Bedford)                             | 0:28 |
| 3.  | Blood sucking (Oldfield)                            | 1:19 |
| 4.  | The year zero 2 (Oldfield)                          | 0:37 |
| 5.  | Pran’s escape/The Killing Fields (Oldfield)         | 3:17 |
| 6.  | The trek (Oldfield)                                 | 2:02 |
| 7.  | The boy’s burial/Pran sees the red cross (Oldfield) | 2:24 |
| 8.  | Good news (Oldfield)                                | 1:46 |
| 9.  | Étude (Francisco Tárrega, Oldfield)                 | 4:37 |

De laatste track Étude is afkomstig uit Recuerdos de la Alhambra van Tárrega en werd in 1990 gebruikt voor een reclame voor Neurofen. In 2016 kwam een geremasterde versie van het album uit, deze was aangevuld met singelversie van Evacuation en Étude. 
Tubular Bells · Hergest Ridge · Ommadawn · Incantations · Platinum · QE2 · Five miles out · Crises · Discovery · The Killing Fields · Islands · Earth Moving · Amarok · Heaven's open · Tubular Bells II · The songs of distant earth · Voyager · Tubular Bells III · Guitars · The Millennium Bell · Tr3s lunas · Tubular Bells 2003 · Light + Shade · Music of the Spheres · Man on the Rocks · Return to Ommadawn ·